# تكلفة الإنتاج المطلقة
وهي النفقات أو التكاليف التي يستلزمها إنتاج كل وحدة من وحدات سلعة معينة في بلد ما دون موازنتها بأية نفقات أو كلفة إنتاج أخرى.
فإذا فرضنا: أن 8 ساعات عمل يمكن أن تنتج مائة وحدة من المعلبات أو مائتي وحدة من الأقمشة في العراق، وإن ساعات العمل نفسها يمكن أن تنتج 300 وحدة من المعلبات أو 500 وحدة من الأقمشة في اليابان، فإن تكلفة الإنتاج المطلقة برغم أختلافها في كلا البلدين فإنها ثابتة في أي منها.
وللمقارنة يلاحظ تكلفة الإنتاج النسبية (Comparative Cost).